# Datació per termoluminescència
La datació amb termoluminescència (TL) és un mètode de datació absoluta que a diferència de la datació basada en el carboni 14 permet datar ceràmiques, el material inorgànic més abundant en els jaciments arqueològics dels últims 10.000 anys; i permet datar materials inorgànics (com el sílex cremat) de fins a 50.000-80.000 anys d'antiguitat, el límit del radiocarboni. Però la TL és menys precisa que aquest en l'exactitud de les dates.

## Bases del mètode
Els materials amb una estructura cristal·lina, com la ceràmica, contenen petites quantitats d'elements radioactius, sobre tot urani, tori i potassi radioactiu. Aquest es desintegren a un ritme constant i conegut, emetent radiacions alfa, beta i gamma, que bombardegen l'estructura crital·lina i desplaça als electrons, que resten dipositats en esquerdes de la retícula cristal·lina. A mesura que passa el temps, queden es dipositen més electrons. Però quan s'escalfa el material ràpidament a per sobre dels 500 °C, poden escapar els electrons retinguts, reajustant el rellotge a zero i, mentre ho fan, emeten una llum denominada termoluminescència.
És important distingir la radioactivitat procedent de les impureses de l'interior de la mostra, que és la base de la datació per TL, d'aquella originada en fonts com el terra que la rodeja. En condicions ideals, la radioactivitat del terra es mesura en el jaciment, enterrant una petita càpsula que contingui un material sensible a la radiació i que es deixa allà durant, usualment un any. On això no resulti possible, pot fer-se una determinació més ràpida utilitzant un comptador de radiacions, o recollint mostres del terra en bosses de plàstic i enviar-les al laboratori juntament amb l'objecte datat. Quan no es pot determinar la radioactivitat de l'entorn immediat, per exemple, per un objecte que no està in situ, a data de la TL és molt menys exacte.

## Aplicacions
Un bon exemple de l'aplicació arqueològica de la TL el forma la datació d'una terracota coneguda com el cap de Jemaa, procedent de l'al·luvió d'una mina d'estany a prop de l'altiplà de Jos, a Nigèria. El cap i altres exemplars similars pertanyen a la cultura Nok, però aquestes escultures no poden ser datades amb precisió en el jaciment epònim, degut a la inexistència d'una data radiocarbònica versemblant. Una anàlisi de la TL del cap, el va situar l'any 1520 ±260 aC, permetent que aquest i altres caps de terracota similars obtinguessin per primera vegada una cronologia exacte.
El desenvolupament del mètode de la TL té una major potencial fins i tot major per datar artefactes elaborats fa més de 50.000 anys. En aquesta època tan antiga no apareix la ceràmica, ni hi ha artefactes d'argila cuita. Però el mètode es pot aplicar als materials lítics amb una estructura cristal·lina, sempre que siguessin escalfats, en el moment de la seva elaboració, a una temperatura al voltant dels 500 °C. D'aquesta forma, la pedra emet TL geològic i el rellotge es reajusta a zero. Per tant, la mesura de l'edat en TL data en realitat el seu ús arqueològic. En la pràctica, el sílex cremat ha resultat ser un material molt clarificador. Una altra aplicació que té la datació per TL: la identificació d'objectes falsos de ceràmica i terracota. La TL permet distingir una antiguitat genuïna d'una falsificació feta en els últims 100 anys.

## Limitacions
La termoluminescència té alguns problemes i les seves dates poques vegades tenen un marge d'error inferior al 10%. No obstant això, la termoluminescència és el mètode més útil en aquelles situacions em que no es pot aplicar la datació ràdio-carbònica, sigui per què no es disposa de mostres orgàniques adequades o per què el jaciment és fora del radi d'acció de ràdio-carboni.

## Biografia
- COLIN RENFREW, Andrew, Arqueología: teorías, métodos y práctica, Madrid, Akal, 1993, 135 - 137